# 馬銓
馬銓（1447年—？），字秉衡，直隸順德府南和縣（河北南和縣和陽鎮）人，軍籍，明朝政治人物。進士出身。

## 生平
早年出身國子生，順天府鄉試第一百二十四名。成化十一年（1475年）乙未科會試第一百三十四名，殿試登進士第三甲第一百九十二名。授戶科給事中，后升任湖廣右參議。
曾祖父馬才。祖父馬驥，曾任府經歷。父亲馬震。